# Witchery (película de 1988)
Witchery (en italiano: La Casa 4 (Witchcraft)) es una película de terror italiana de 1989 dirigida por Fabrizio Laurenti y protagonizada por David Hasselhoff, Catherine Hickland, Hildegard Knef, Linda Blair y Annie Ross.

## Argumento
Una joven llamada Leslie viaja a una isla remota para realizar un trabajo de investigación, ya que está escribiendo un libro sobre lo sobrenatural. El novio de Leslie, Gary (David Hasselhoff), viaja con ella para tomar algunas fotos, ya que ella quiere proporcionar evidencia fotográfica en su libro y, según se rumorea, en la isla se produce un extraño fenómeno conocido como "La luz de la bruja". Durante su estadía en este sitio aislado, la joven pareja busca hospedaje en un viejo hotel abandonado, al cual ingresan sin permiso.
Mientras que Leslie y Gary trabajan en su proyecto, otro grupo de personas viaja también a la isla para conocer el hotel donde ellos se encuentran. La familia Brooks, compuesta por una codiciosa matriarca llamada Rose; su esposo Freddie; y sus dos hijos, Jane (que está embarazada) y Tommy se dirigen hacia allí, porque Rose quiere comprar el hotel y convertirlo en un club privado. Acompañando a los Brooks, están Linda Sullivan, una joven arquitecta contratada para ayudar con las renovaciones, y Tony Giordano, un agente de bienes raíces, que pretende llevar a cabo la venta del viejo edificio.
Cuando los Brooks llegan al hotel con la arquitecta y el agente inmobiliario, se muestran indignados al encontrar allí a la joven pareja de intrusos. Sin embargo, Gary logra aliviar la tensión al explicar que no tenían la intención de causar ningún daño y les ofrece a todos un poco de café. La amabilidad de Gary parece dar resultado para todos, excepto para Rose, quien se muestra cada vez más hostil, descargando su enojo en los demás, incluyendo a su pequeño hijo. 
Desconocido por todos los que se encuentran en el hotel, el lugar también es habitado por el espíritu de una mujer vestida de negro. Se trata de una bruja nacida en Alemania (Hildegard Knef), quien hizo uso de sus poderes para atraer a todos los allí presentes, por lo cual, no es coincidencia que todos los ocupantes del hotel hayan terminado reunidos. Además, la bruja también se encarga de asesinar al hombre que los llevó a todos a la isla en bote y ocasiona una gran tormenta, evitando de este modo que puedan irse. La extraña mujer de vestimenta negra hace apariciones esporádicas en las cuales se comunica con el pequeño Tommy, a quien le va revelando información de forma críptica. Además de esto, la bruja parece ser la gobernante de una especie de dimensión paralela, habitada por dementes y sádicos, a la cual se accede a través de distintos puntos de la vieja edificación. La siniestra mujer, quien alguna vez fue una actriz de cine, famosa por su gran belleza, pretende llevar a cabo un sangriento ritual que le permitirá volver a nacer, para lo cual necesita de cada una de las personas que llegaron al hotel.
Varados en la isla, Gary, Leslie, Tony, Linda y los Brooks quedan sujetos al sadismo de la perversa bruja, quien comienza a eliminarlos uno por uno. De este modo, Rose es la primera víctima fatal, quien es cruelmente torturada por los secuaces de la perversa mujer de negro, quienes cosen su boca para que no pueda volver a hablar y, posteriormente, ocasionan que muera quemada viva en una chimenea. A la muerte de Rose le siguen Linda y Gary, quienes también son sujetos a la crueldad de la mujer de negro y su siervos, para luego ser asesinados. Después de esto, Freddie es torturado mediante un muñeco vudú que la bruja pincha con crueldad, haciendo que el hombre agonice durante varios segundos, hasta que muere desangrado delante de los allí presentes, quienes observan horrorizados la escena.
De este modo, los únicos sobrevivientes son Leslie, Gary, Jane y su hermanito, Tommy. Leslie, quien era virgen al momento de llegar a la isla, es violada durante una ceremonia satánica. Por su parte, Jane es poseída por la bruja y procede a perseguir a los sobrevivientes por el hotel. Bajo esta influencia, Jane asesina a Gary y luego comienza a estrangular a su hermano pequeño, lo que hace que a él se le caiga una grabadora que ella misma le había regalado anteriormente. Al caerse la grabadora, se reproduce un mensaje que Tommy había grabado para su hermana, diciendo: "Te quiero, Jane". Esto logra romper temporalmente el control de la bruja sobre Jane, quien decide arrojarse por la ventana a su muerte, para evitar ser poseída otra vez.
Finalmente, Leslie y Tommy son rescatados por la policía. La joven se encuentra en una cama de hospital donde una enfermera le informa que, tanto ella, como Tommy se encuentran bien de salud y serán dados de alta. Seguido de esto, Leslie se horroriza al recibir la noticia de que quedó embarazada durante la ceremonia satánica.

## Elenco
- David Hasselhoff como Gary
- Linda Blair como Jane Brooks
- Catherine Hickland como Linda Sullivan
- Annie Ross  como Rose Brooks
- Hildegard Knef como Lady in Black
- Leslie Cummins como Leslie
- Bob Champagne como Freddie Brooks
- Rick Farnsworth como Jerry Giordano

## Producción
El éxito financiero de Ghosthouse (1988) en Italia, llevó al productor Aristide Massaccesi y al distribuidor Claudio Lattanzi a desarrollar una secuela, sólo con el mismo nombre. El director de la película inicial, Umberto Lenzi sugirió una historia para una secuela que describió como similar a " Psicosis", pero consideró que a los productores no les interesaba. El guion y la historia de la película se atribuyen a Daniele Stroppa, pero Lattanzi había afirmado haber trabajado en la historia en lugar de Stroppa, ya que iba a dirigirla.
Lattanzi presionó al productor Massaccessi para que consiguiera a la actriz Bette Davis para el papel de bruja en la película, pero luego eligió Hildegard Knef. Otros miembros del reparto incluyeron a David Hasselhoff, que era popular en Italia debido a su serie " Knight Rider" y bajo la sugerencia de Lattanzi, Leslie Cummins que había estado previamente en "Killing Birds". Al principio, Lattanzi dejó la producción y fue reemplazado por Luigi Cozzi, quien dejó la película dos semanas después de la preproducción. La historia le parecía "demasiado predecible y banal".

## Estreno
"Witchery" se estrenó el 1 de diciembre de 1988 en Alemania Occidental como "Hexenbrut". Esto fue seguido por un estreno teatral en Japón el 1 de julio de 1989 y un lanzamiento de video casero en los Estados Unidos el 6 de julio de 1989 antes de ser estrenado en Italia el 6 de agosto de 1989, donde fue distribuido por Aristi Associati / Gruppo Berna. El historiador de cine Roberto Curti señaló que la película tuvo muy buena taquilla en Italia, convirtiéndose en la 60ª película más taquillera del año con 1.283.194.000 lira italiana. 
Después de "Witchery", Laurenti hizo otra película para Massaccesi titulada " The Crawlers .

## Recepción
En Italia, el crítico de cine Maurizio Porro escribió en "Corriere della Sera" y recomendó la película a los fanáticos del género que "disfrutarían del [...] habitual 'doggerel' de estilo estadounidense sobre las neurosis familiares" 
- Datos: Q1085302

1. 1 2 3 4 5 6  Curti, 2019, p. 157.
2. 1 2 3  Curti ,  2019, p. 157.
3. 1 2 3 4 5 6  Curti ,  2019, p. 158.
4. ↑  Gomarasca ,  2008, p. 56.
5. 1 2  Curti ,  2019, p. 159.
6. ↑  Porro ,  1989.